# 원두표
원두표(元斗杓, 1593년 ~ 1664년)는 조선후기의 문신, 공신이다. 인조반정에 가담하였으며 서인 중진으로 원당의 당수였다. 자는 자건(子建), 호는 탄수(灘叟)·탄옹(灘翁), 시호는 충익(忠翼), 본관은 원주(原州)시중공계이다. 박지계의 문인이다.

## 생애
광해군의 정치에 반대하여 아버지 원계군(原溪君) 원유남(元裕男) 등 여러 대신들과 힘을 합하여 인조반정에 성공하였다. 그 공으로 정사공신 2등에 뽑히고 평원군으로 책봉되었다. 또 이괄의 난에 공을 세워 전주 부윤을 지냈으며, 병자호란 때에는 왕을 남한산성으로 호위하여 어영대장을 지냈다. 이후에는 전라도관찰사를 거쳐 형조판서가 되었다가 다시 경상도관찰사로 전출되었다. 이후 호조판서로 임명되었으며 그 후 효종 때 호조판서, 공조판서, 좌참찬, 판의금부사, 형조판서를 지내고 연이어 개성유수를 한 뒤 다시 판의금부사, 공조판서, 형조판서, 병조판서를 지낸 뒤 우의정, 현종 때 좌의정에 올라 내의원·군기시의 도제조를 겸하였다. 실록에서는 김자점의 옥을 두고 원두표가 빚어내 만든 일이라고 기록하고 있다. 그 손자 원몽린은 효종의 다섯째 딸 숙경공주와 혼인하여 흥평위(興平尉)에 봉해졌다.

## 사후
묘소는 경기도 여주시 북내면 장암리에 있다. 석물로는 묘비 1기, 상석,향로석,혼유석 각 1기, 문인석,망주석 각 1쌍 및 계체석 등이 있다. 묘역에서 30m 아래에 신도비가 있다. 망주석은 폭이 185cm의 규모로 좌우측 모두 올라가는 형태의 쥐모양이 양각되어 있다. 문인석의 형태는 양관조복(梁冠朝服)에 홀을 들고 있는 형상이다. 양관의 무(武)에는 여의운문을 장식하였다. 조복의 앞면에는 홀을 쥔 손등으로부터 포(袍)의 주름이 뚜렷하게 묘사되어 있고 뒷면에는 여지문양이 있는 대(帶)와 후수(後綬)와 패옥(佩玉)을 양각으로 묘사하였다. 신도비는 원두표 사후 102년 만에 건립된 것이다. 2004년 5월 17일 경기도의 문화재자료 제128호로 지정되었다.

## 가족 관계
- 5대조 : 원중륙(元仲稑)
- 고조부 : 원팽조(元彭祖) 1473년-1542년. 충청도 병마절도사 역임.
- 증조부 : 원송수(元松壽)
  - 할아버지 : 원호(元豪)
    - 아버지 : 원유남(元裕男)
      - 부인 : 삭녕 최씨, 최동식(崔東式)의 딸
        - 장남 : 원만석(元萬石)
          - 손자 : 원몽은(元夢殷) - 생부 원만춘

        - 차남 : 원만리(元萬里)
          - 손자 : 원몽린(元夢麟)-효종의 사위
          - 손자 : 원몽익(元夢翼)-처:송준길의 손녀, 송광식의 딸

        - 삼남 : 원만춘(元萬春)
          - 손자 : 원몽헌(元夢軒)
          - 손자 : 원몽은

        - 사위 : 이민서(李敏敍)
          - 외손자 : 이관명(李觀命)
          - 외손자 : 이건명(李健命)
          - 외손서 : 홍중기(洪重箕)
          - 외손서 : 남학명(南鶴鳴)
          - 외손서 : 김창립(金昌立)

      - 측실 : 이름모름
        - 서자 : 원만동(元萬東)
        - 서자 : 원만웅(元萬雄)
        - 서자 : 원만령(元萬齡)
        - 서자 : 원만적(元萬敵)

## 관련 작품

### 드라마
- 《대명》 (KBS, 1981년, 배우:주현)

## 기타
그의 원당은 산당에 패하여 몰락하였으나 후일 소론계에 흡수되었다.

## 같이 보기
- 인조반정
- 이괄
- 김류
- 이귀
- 김자점
- 김장생
- 김집
- 박지계

## 참고 자료
- 이 문서에는 다음커뮤니케이션(현 카카오)에서 GFDL 또는 CC-SA 라이선스로 배포한 글로벌 세계대백과사전의 내용을 기초로 작성된 글이 포함되어 있습니다.